# MEG (作曲家)
MEG（メグ）は、日本のバンド「ARTEMA」の元ボーカリスト。バンド解散後は作曲家、編曲家、レコーディングエンジニア、ミックスエンジニア、マスタリングエンジニア、音楽プロデューサー、ギタリストとして活動している。株式会社MUSIC FOR MUSIC所属。

## 概要
キャリアの開始は、2011年に結成したメタルコアバンドのARTEMAからで、ボーカルとメイン・コンポーザーを担当していた。
バンドは2013年にメジャーデビューし、その後2016年に解散。様々なジャンルの音楽に携わりたいと思い、音楽プロデューサーになる道を選択。
同年に作家として活動を始めてからは、LADYBABYやBABYMETALなどのロック/メタルとアイドルポップを組み合わせたユニット、男性グループのBOYS AND MEN、声優の牧野由依、ピアノ・ロックバンドのWEAVER、ラッパーのさなりをはじめ、幅広いジャンルのアーティストの楽曲に参加している。
なお、サウンドエンジニアとしては、バンド在籍時から既に活動しており、主にROACHなどのラウドロックバンドの楽曲を手掛けていた。

## 音楽性、人物
楽曲制作における傾向として、流行の音楽的要素を取り入れることはあまりせず、自身が培ってきた音楽（ラウドロックやメタルなど）をフィードバックすることを心掛けており、J-POPなどにそれらを組み合わせたハイブリッドな音作りが特徴的である。
具体的な曲調としては、メタルコア×エレクトロ×キャッチーなポップスをはじめ、ゆったりとしたオリエンタルなアプローチをとったもの、疾走感のあるV-ROCK×ジャパニーズ・メタルテイスト、多国籍風味をフックとしたもの、ポップなメロディ×ラップ×デスボイスといったものまで多岐にわたり、ヘヴィミュージックを軸としつつも、ジャンルに囚われないサウンドの幅やメロディの普遍性を大事にしている。
その他、こうしたロック/メタルな曲調以外にも、ダンス・ミュージックやアコースティック音楽などをベースとした楽曲も手掛けている。
なお、ヘヴィミュージックに感化されたきっかけは、元々LUNA SEAを中心にヴィジュアル系を好んで聴いており、ロック音楽には馴染みがあったとしたうえで、ラウドロックについては、リンキン・パーク、リンプ・ビズキット、スリップノットからの影響を受けたことが大きく、メタルについては、ギターを弾き始めた高校生の頃に、楽器店でイングヴェイ・マルムスティーンの教則ビデオでの速弾きを偶然見たことから。その後はエンター・シカリやアタック・アタック!など、エレクトロ要素を取り入れたバンドも聴くようになったという。
音楽的趣向としては上記を含め、ダンス・ミュージック、J-POP、ヒップホップ、ビート・ミュージック、ドラムンベースほか多くのジャンルを好む。
また、前述以外の好きなアーティストとして、ロック・ミュージックではマリリン・マンソン、ダンス・ミュージックではカルヴィン・ハリス、ゼッド、アフロジャック、J-POPでは浜崎あゆみ、ヒップホップではニッキー・ミナージュを挙げている。

## 参加作品
※五十音順
- Aqours（ラブライブ!サンシャイン!!）
  - 「Fantastic Departure!」（共作曲/編曲）
  - 「DREAMY COLOR」（共作曲/編曲/ギター）[8]
  - 「なんどだって約束!」（共作曲）

- a crowd of rebellion
  - ミニアルバム『Zygomycota』（ミックス/マスタリング）

- Another Story
  - 「Day To Remember」（ミックス/マスタリング）
  - 「Another Ending」（ミックス/マスタリング）
  - 「Storyteller」（ミックス/マスタリング）

- Anna
  - 「旅行計画」（ミックス）

- WEAVER
  - 「最後の夜と流星」（共編曲）
  - 「栞 feat. 仲宗根泉(HY)」（共編曲）
  - 「Nighty Night」（共編曲）
  - 「透明少女」（共編曲）
  - 「I would die for you」（共編曲）

- WING WORKS
  - 「RAVVE OF MY TRINITY」（共編曲/共サウンドプロデュース）[15]

- 大橋彩香
  - 「Winding Road」（共作曲/編曲）
  - 「Be My Friend!!!」（共作曲/共編曲/ミックス/ギター）[9]
  - 「Nobody Knows」（共作曲/編曲/ミックス/ギター）[9]
  - 「Étoile」（共作曲/編曲）[9]

- 神はサイコロを振らない
  - 「パーフェクト・ルーキーズ」（編曲/ミックス）
  - 「導火線」（ミックス）
  - 「クロノグラフ彗星」（共編曲/ミックス）

- KEEP YOUR HANDs OFF MY GIRL
  - ミニアルバム『WAIT&SEE』（ミックス/マスタリング）[16]

- 擬態するメタ
  - コンセプトムービー『企劇』（共作曲）

- GITADORA
  - GITADORA Matixx
    - 「REBORN / MEG」（作曲/編曲/共作詞/ボーカル/コーラス/ギター/ベース/シンセトラックメイク/プログラミング）

  - GITADORA EXCHAIN
    - 「Inside my heart / MEG feat. Keita (from FAR EAST DIZAIN)」（作曲/編曲/ギター/シンセトラックメイク/プログラミング）
    - 「STATE OF MIND / MEG feat. KIHIRO (from LOKA)」（作曲/編曲/ギター/ベース/シンセトラックメイク/プログラミング）

  - GITADORA NEX+AGE
    - 「Burn Burn Burning / Super Momo Tarosans」（共ボーカル）
    - 「overcome / MEG feat. Keita (from FAR EAST DIZAIN)」（作曲/編曲/共コーラス/ギター/ベース/シンセトラックメイク/プログラミング）

  - GITADORA HIGH-VOLTAGE
    - 「Never Ever End / MEG」（作曲/編曲/作詞/ボーカル）
    - 「RISE UP / Super Momo Tarosans」（作詞/共ボーカル）
    - 「和風インザ洋風 / Super Momo Tarosans」（作詞/共ボーカル）

- キタニタツヤ
  - 「プラネテス」（レコーディング/ミックス）

- キバオブアキバ
  - ミニアルバム『あげてけ！ぽじてぃ節』（ミックス/マスタリング）[17]

- KIMIKA
  - 「Pink Sunset」（編曲/レコーディング/ミックス/マスタリング）

- Guilty Kiss（ラブライブ!サンシャイン!!）
  - 「Shooting Star Warrior」（共作曲/編曲/ギター/ベース）[12]
  - 「Deep Sea Cocoon」（共作曲/編曲/ギター/ベース）[12]
  - 「Nameless Love Song」（共作曲/編曲/ギター/ベース）[12]

- King of Ping Pong（FAKE MOTION -卓球の王将-）
  - 「Say My Name」（共作曲/編曲）

- Q'ulle
  - 「PARTY ROCK!!!!!」（アディショナルプロダクション）
  - 「Take Off」（編曲/ミックス）

- KSUKE feat.Tyler Carter 
  - 「Contradiction (DANGER×DEER Remix)」（編曲/ミックス/マスタリング）

- コロナナモレモモ
  - 「恋のメガラバ」（共編曲）
  - 「包丁・ハサミ・カッター・ナイフ・ドス・キリ」（共編曲）
  - 「G'old～en～Guy [D×D remix] feat. Misaki(SpecialThanks)」（共編曲/ミックス）
  - 「拝啓VAP殿 [GONGON めちゃくちゃ語フルver.]」（共編曲）

- 今陽子
  - アルバム『今の季節』（ミックス）
  - 「This Is My Season〜「今」を生きる！〜」（共作曲/編曲）

- 桜田通
  - 「NOISE」（作曲/編曲）
  - 「One Word」（共作曲/編曲）

- 坂口有望
  - 「#ボクナツ」（レコーディング/ミックス）

- さなり
  - 「キングダム」（作曲/編曲/サウンドプロデュース）
  - 「BRAND-NEW」（作曲/編曲/サウンドプロデュース）

- SHARE LOCK HOMES
  - 「パリ↓↑パニ」（ミックス）
  - 「うらしまハロー」（ミックス）

- THE ORAL CIGARETTES
  - 「Introduction」（共編曲）
  - 「Breathe」（共編曲）
  - 「From Dusk Till Dawn」（共編曲）

- ざらめ
  - 「鼓動」（共作曲/編曲）

- GYROAXIA（from ARGONAVIS）
  - 「Freestyle」（ミックス）
  - 「Existence」（作曲/編曲/ミックス）

- Justice For Reason
  - ミニアルバム『働く事の意味を...』（ミックス）

- SixTONES
  - 「NEW ERA」（共作曲/共編曲/ギター）[18]
  - 「僕が僕じゃないみたいだ」（共編曲）
  - 「Rollin'」（ギター）
  - 「Your Best Day」（ギター）
  - 「ABARERO -Dark Electro Rock Remix-」（アディショナルアレンジ）
  - 「Something from Nothing」（共作曲/共編曲）

- ソニックフロンティア
  - 「I'm Here」（ギター、プログラミング、ミックス）
  - 「Undefeatable」（共編曲、ギター、プログラミング、ミックス）
  - 「Break Through It All」（共編曲、ギター、プログラミング、ミックス）
  - 「Find Your Flame」（共編曲、ギター、プログラミング、ミックス）
  - 「One Way Dream」（ギター）

- Da-iCE
  - 「DREAMIN' ON」（共作曲/編曲）[19]

- 武田真治
  - アルバム『BREATH OF LIFE』（ミックス）※全12曲中11曲に参加

- DADAROMA
  - アルバム『スタンチク』（レコーディング/マスタリング）
  - 「夢タラレバ」（レコーディング/マスタリング）
  - 「造花とカラシニコフ」（レコーディング/マスタリング）
  - ミニアルバム『dadaism#3』（レコーディング/マスタリング）
  - 「ポルノグラフ」（編曲/レコーディング/ミックス）
  - 「いいくすりと、わるいくすり」（レコーディング/マスタリング）

- 田村ゆかり
  - 「私だけMissing」（編曲）

- deva（HANDEAD ANTHEM）
  - 「Calling you」（共作曲/共編曲）

- DREAMCATCHER
  - 「NO MORE」（共編曲/ベース）[20]

- NiziU
  - 「NeedU」（共作曲/共編曲）

- NEO JAPONISM
  - 「Buster Buster」（共作曲/編曲/サウンドプロデュース）[7]
  - 「TOMOSHIBI」（共作曲/サウンドプロデュース）[7]

- 幡野智宏/田村直美
  - ポケモンメザスタ・テーマソング「見参！ポケモンメザスタ！！」（ミックス）

- Fixed Sound Tracker
  - EP『Episode of Rebirth E.P.』（ミックス/マスタリング）[5]

- BEMANI Sound Team "あさき隊"
  - 「ここからよろしく大作戦143」（作詞）

- Brand New Vibe
  - 「ノー・フューチャーシンドローム」（共編曲）

- フレデリック
  - 「LIGHT」（編曲）
  - 「対価」（共編曲）
  - 「VISION」（編曲/シンセトラックメイク）
  - 「終わらないMUSIC」（編曲/シンセトラックメイク）

- FlowBack
  - 「side effects」（共作曲）

- BABYMETAL
※MEGMETAL名義
  - 「シンコペーション」（編曲）[3]
  - 「Distortion (feat. Alissa White-Gluz)」（編曲/ミックス）
  - 「Starlight」（共作曲/編曲）
  - 「Elevator Girl」（編曲/ミックス）
  - 「PA PA YA!! (feat. F.HERO)」（編曲/ミックス）
  - 「Shanti Shanti Shanti」（作曲/編曲/ミックス）[7]
  - 「BxMxC」（共作曲/編曲/ミックス）
  - 「FUTURE METAL」（編曲/ミックス）
  - 「DA DA DANCE (feat. Tak Matsumoto)」（共作曲/編曲/ミックス）
  - 「Brand New Day (feat. Tim Henson and Scott LePage)」（作曲/編曲）[7]
  - 「Night Night Burn!」（共編曲/ミックス）
  - 「IN THE NAME OF」（共編曲）

- BOYS AND MEN
  - 「男気・夢・音頭」（共作曲/共編曲）
  - 「頭の中のフィルム」（共編曲）[3]

- Pop'n music
  - pop'n music 解明リドルズ
    - 「もうあおむけでいくしかない / Super Momo Tarosans」（作詞/共ボーカル）

- 牧野由依
  - 「Colors of Happiness―Rainbow Mix―」（リミックス）[21]
  - 「Brand-new Sky [UPDATE]」（共編曲/ミックス/サウンドプロデュース）
  - 「ワールドツアー [UPDATE]」（編曲/ミックス/サウンドプロデュース）
  - 「synchronicity [UPDATE]」（共編曲/ミックス/サウンドプロデュース/ギター/ベース）
  - 「囁きは"Crescendo" [UPDATE]」（編曲/ミックス/サウンドプロデュース）
  - 「secret melody [UPDATE]」（編曲/ミックス/サウンドプロデュース）
  - 「夏休みの宿題 [UPDATE]」（共編曲/ミックス/サウンドプロデュース）
  - 「Cluster [UPDATE]」（編曲/ミックス/サウンドプロデュース）
  - 「アルメリアー弾き語りー」（ミックス）
  - 「シルエット」（編曲/ミックス）[22]

- 三浦春馬
  - 「ONE」（共作曲/編曲）

- YAJICO GIRL
  - 「アウトドア」（共編曲/共サウンドプロデュース）
  - 「雑談」（共レコーディング）
  - 「Life Goes On」（共レコーディング）

- ゆず
  - 「イマサラ」（編曲）

- UNIONE
  - 「運命NO WAY!」（共作曲）

- [re:]
  - 「もう一度」（ミックス/マスタリング）

- Liyuu
  - 「Ambition」（共作曲/共編曲）

- りりあ。
  - 「素直になりたい子の話。」（マスタリング）
  - 「じゃあね、またね」（ミックス）

- luz
  - 「SPIDER」（レコーディング/ギター）

- LADYBABY
  - 「渋谷 CROSSING」（作曲/編曲）
  - 「ホシノナイソラ」（作曲/編曲）
  - 「破天二雷鳴」（作曲/編曲）[3]

- RED EMPEROR Project
  - アルバム『Beauty and Chaos』（共ボーカル）

- ReN
  - 「Traveling Train」（レコーディング/ミックス）

- れん
  - 「赤」（共編曲/ミックス/サウンドプロデュース）

- ROACH
  - 「MY FRIENDS FOREVER (Electro Mix)」（編曲/ミックス）
  - 「リーリヤ-never again-」（レコーディング）[6]
  - 「NO MORE」（レコーディング）[6]
  - 「Plan C」（レコーディング）[6]

- ONE OK ROCK
  - 「Broken Heart of Gold (Acoustic)」（レコーディング/ミックス）
  - 「Renegades (Acoustic)」（レコーディング/ミックス）
  - 映像作品『ONE OK ROCK 2021 Day to Night Acoustic Sessions』（ミックス）

など

## 参加ライブ
ゲスト
- ROACH（ギター）[23]

サポート
- Guilty Kiss（Guilty Devils - ギター）[24]
- 牧野由依（アレンジ/マニピュレーター）[3]

など